# Lucjan Orkisz
Lucjan Orkisz (ur. w grudniu 1899 w Krakowie, zm. 17 sierpnia 1973 tamże) – polski astronom, pierwszy polski odkrywca komety, którą później nazwano jego imieniem (C/1925 G1 (Orkisz)). 

## Życiorys
Urodził się w końcu grudnia 1899 (w oficjalnych dokumentach jako data urodzenia figuruje 1 stycznia 1900, którą rodzice zgłosili ze względu na przyszłą służbę wojskową syna) jako czwarte dziecko w rodzinie Michała (1860–1940), pracownika Połączonych Zbiorów Sztuki i Archeologii Uniwersytetu Jagiellońskiego, i Marii z Tomaszewskich (zm. 1921). Ukończył w 1918 Gimnazjum św. Anny w Krakowie. Następnie studiował na wydziale filozoficznym Uniwersytetu Jagiellońskiego. W 1920 ochotniczo służył w Wojsku Polskim. W trakcie studiów, pod koniec 1920, rozpoczął pracę w Obserwatorium Astronomicznym Uniwersytetu, które znajdowało się wówczas w Collegium Śniadeckiego przy ul. Kopernika 27. Tam początkowo prowadził obserwacje meteorologiczne. Studia ukończył w 1923, a w roku następnym powierzono mu obowiązki kierownika stacji astronomicznej na Łysinie (Stacji Obserwacyjnej na Lubomirze), gdzie dokonał odkrycia komety. Poświęcił się badaniom tej komety, która stała się podstawą jego pracy doktorskiej. Swojego odkrycia dokonał 3 kwietnia 1925 podczas przeglądu nieba przy użyciu lunety Merza. Był to obiekt ósmej wielkości gwiazdowej (czyli około 6 razy ciemniejszy od najsłabszych gwiazd widocznych gołym okiem) w gwiazdozbiorze Pegaza i początkowo uznał go za mgławicę. Za swoje odkrycie został uhonorowany medalem Astronomical Society of the Pacific (1926). W latach 1928–1938 pracował w Obserwatorium Astronomicznym Uniwersytetu Warszawskiego. W tym czasie brał udział w pracach Polskiego Towarzystwa Przyjaciół Astronomii, a w latach 1930–1934 redagował „Uranię”. W 1931 obronił doktorat na UJ. W 1938 powrócił do Krakowa, gdzie przez rok pracował jako nauczyciel fizyki i astronomii w VII Państwowym Liceum i Gimnazjum im. Augusta Witkowskiego. 
W okresie okupacji nauczał w tajnych kompletach w Gimnazjum im. H. Kaplińskiej. 
Od 1946 pracował w Państwowym Instytucie Hydrologiczno-Meteorologicznym w Krakowie. Był członkiem założycielem reaktywowanego w Krakowie na przełomie 1947/1948 Polskiego Towarzystwa Miłośników Astronomii, wydającego czasopismo „Urania”.
Z powodu złego stanu zdrowia w 1957 przeszedł na rentę inwalidzką. Od 1959 do 1973 współpracował z krakowskim obserwatorium przy wykonywaniu obliczeń efemeryd zakryć gwiazd przez Księżyc do „Rocznika Astronomicznego Obserwatorium Krakowskiego”. 
Dwukrotnie żonaty. Pierwszą żoną, od 4 lutego 1933, była Jadwiga z Ostolskich (zm. 1966), w 1968 ożenił się ponownie, z Marią Czech (zm. 1990).
Zmarł w Krakowie, pochowany obok rodziców i pierwszej żony na cmentarzu Rakowickim (kwatera PAS 48-5-10).

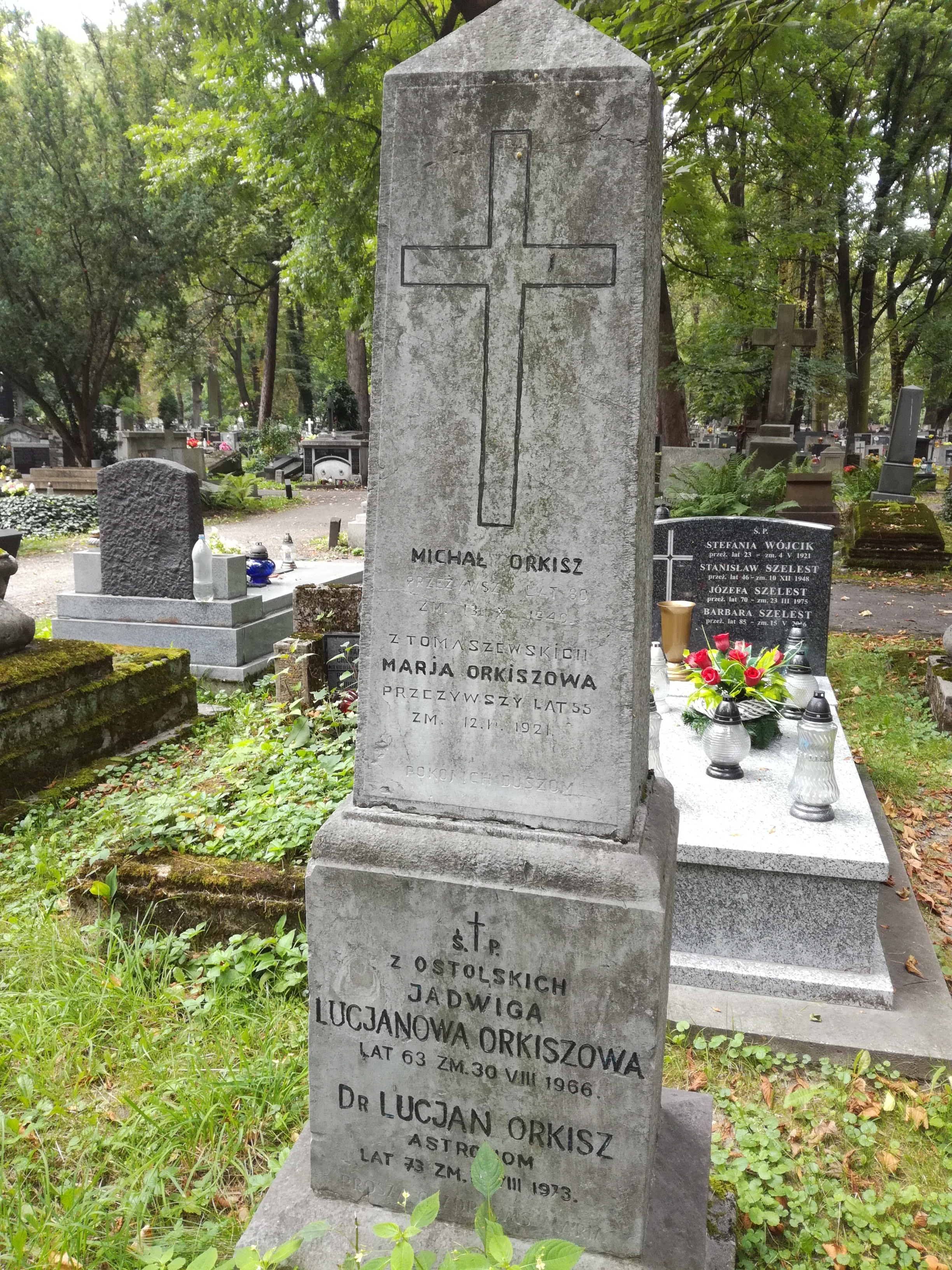
Grób Lucjana Orkisza na cmentarzu Rakowickim w Krakowie